# József Balogh
József Balogh (Hungria, dezembro de 1971) é um matemático húngaro, que trabalha com teoria dos grafos e combinatória.
Balogh cresceu em Mórahalom e foi para uma escola especial de matemática em Szeged. Ganhou duas vezes medalha de prata nas Olimpíadas Internacionais de Matemática. Estudou nas universidades de Gent e Szeged, onde obteve em 1995 o diploma em matemática com Péter Hajnal (On the existence of MDS-cyclic codes). Obteve em 2001 um doutorado na Universidade de Memphis, orientado por Béla Bollobás, com a tese Graph properties and Bootstrap percolation. Como pós-doutorando esteve no AT&T Shannon Labs em Florham Park, Nova Jérsei e em 2002 no Instituto de Estudos Avançados de Princeton. Em 2002 foi Zassenhaus Assistant Professor na Universidade Estadual de Ohio e em 2005 Professor Assistente na Universidade de Illinois em Urbana-Champaign, onde foi em 2010 Professor Associado e em 2013 Professor.
De 2009 a 2011 foi também Professor Associado da Universidade da Califórnia em Davis.
Para 2018 está convidado como palestrante convidado do Congresso Internacional de Matemáticos no Rio de Janeiro. Recebeu o Prêmio George Pólya em Combinatória de 2016 juntamente com Robert Morris e Wojciech Samotij
Dentre seus alunos consta Wojciech Samotij.

## Publicações selecionadas
- com J. A. Csirik: Index assignment for two-channel quantization, IEEE  Transitions on Information Theory, Volume 50, 2004, p. 2737–2751.
- com Noga Alon, Peter Keevash, Benny Sudakov: The number of edge colorings with no monochromatic cliques, J. London Math. Soc., Volume 70, 2004, p.  273–288. pdf
- com B. Bollobas, Robert Morris: Bootstrap percolation in three dimensions.  Annals of  Probability, Volume 37, 2009, p. 1329–1380. Arxiv
- com Wojtek Samotij: The number of {\displaystyle K_{s,t}}-free graphs,  J. Lond. Math. Soc., Volume 83, 2011, p. 368–388, Abstract
- com Béla Bollobás, Michael Krivelevich, Tobias Müller, Mark Walters: Hamilton cycles in random geometric graphs, Annals of Applied Probability, Volume 21, 2011, p. 1053–1072, Arxiv
- com John Lenz: Some Exact Ramsey-Turan Numbers, Bull. Lond. Math. Soc., Volume 44, 2012, p. 1251–1258. Arxiv
- com Bela Bollobas, Hugo Duminil-Copin, R. Morris: The sharp threshold for bootstrap percolation in all dimensions, Trans. Amer. Math. Soc., Volume 364 2012, p.  2667–2701. Arxiv
- com N. Alon, R. Morris, W. Samotij: A refinement of the Cameron-Erdös Conjecture, Proc. London Mathematical Society, Volume 108, 2014, p. 44–72. Arxiv
- com Sarka Petrickova: The number of the maximal triangle-free graphs,  Bull.  London Math. Soc., Volume 46, 2014, p. 1003–1006. Arxiv
- com Morris, Samotij: Independent sets in hypergraphs,  J. AMS, Volume 28, 2015, p. 669–709, Arxiv 2012
- com Hong Liu, Maryam Sharifzadeh, Andrew Treglown: The number of maximal sum-free subsets of integers, Proc. AMS, Volume 143, 2015, p. 4713–4721, Arxiv 2014
- com R. Morris, W. Samotij, L. Warnke: The typical structure of sparse {\displaystyle K_{r+1}}-free graphs., Transactions AMS, Arxiv 2013